# 磷酸铁
磷酸铁是一种无机化合物，化学式为FePO4。已知有几种相关的物质，包括四晶型的FePO4和双晶型的二水合物FePO4·(H2O)2。这些物质在技术上有几处的应用，同时也能在采矿中见到。

## 结构
FePO4的最常见的结构是α-石英结构。其中P和Fe构成了四面体分子的几何形状。高压下会发生相变，转变成更致密的Fe中心八面体结构。此外还已知有两种斜方结构和一种单斜晶相。双晶型的二水合物中，Fe是八面体的中心，带两个顺式水分子配体。

## 用途
磷酸铁是有机农业中批准使用的为数不多几种灭螺剂之一。与以前使用的四聚乙醛不同，它对宠物和野生动物无毒。
在钢和金属制造工艺中有使用这种材料。将磷酸铁粘合到金属表面，可以防止金属被进一步氧化。它的存在可以部分解释德里铁柱的耐腐蚀性。
磷酸铁涂料也主要用作基底涂层，以便增加到铁或钢表面的附着力，且常用于防锈处理。它也可以用于粘接面料、木，或其他材料至上述材料的表面。涂磷酸铁一般作为喷漆或喷粉涂装过程的一部分。
虽然电导率低，磷酸铁也可以作为锂离子电池的嵌入电极。然而，随着材料工程师克服了电导率问题，近年来其作为电极材料使用越来越普遍。由于FePO4对热稳定，普遍较易循环利用，它是电动汽车电池的理想电极材料。

## 法规
欧盟不允许将磷酸铁用作食品添加剂。它于2007年被从获准物质列表指令2002/46/EC中撤销。

## 安全
对眼睛、皮肤和呼吸道有刺激性。吞食有害。避免吸入粉尘。